# Sustancia (filosofía)
La sustancia o substancia (del griego: oὐσία, ousía) es un término filosófico utilizado originalmente en la antigua filosofía griega. Existen dos maneras de caracterizar el término:
1. En un sentido genérico, el término, proveniente de una traducción temprana al latín del término griego "ousia" que habría derivado, a su vez, del verbo "einai" (ser), vendría a designar a aquellas cosas de las que podemos decir que "son"; "los seres". Desde esta concepción amplia, se entenderían por sustancias aquellas entidades primeras o fundacionales de un sistema filosófico como los átomos para un atomista o las impresiones e ideas para la propuesta de David Hume. 
2. El segundo uso es más restrictivo. Se entiende por sustancia aquellas entidades que tienen una realidad independiente y no derivada, frente a las propiedades y eventos. Este segundo uso es aceptado por algunas teorías y por otras no: por ejemplo, Hume no acepta la existencia de sustancias de este tipo. El estado de la cuestión sobre la pertinencia de este segundo uso se mantiene abierto.   
Este término fue usado por varios filósofos griegos antiguos, como Parménides, Platón y Aristóteles, como una designación primaria para los conceptos filosóficos de esencia. En la filosofía contemporánea es análogo a los conceptos de ser y óntico. En la química acabó por desarrollar el concepto de sustancia química, uno de los más importantes del campo, también en la teología cristiana se desarrolló el concepto de sustancia divina (θεία ουσία) que acabó por ser uno de los conceptos doctrinales más importantes, centrales para el desarrollo de la doctrina trinitaria. El concepto puede clasificarse en variedades monistas, dualistas o pluralistas según la cantidad de sustancias que existen en el mundo. Los monistas sostienen que existe una única sustancia en el mundo (por ejemplo, el panteísmo de Spinoza). El dualismo entiende el mundo como compuesto de dos sustancias fundamentales (por ejemplo, el dualismo cartesiano con la res cogitans y la res extensa). Los pluralistas sostienen la existencia de múltiples sustancias (por ejemplo, la teoría de las formas de Platón, el hilemorfismo de Aristóteles y las mónadas de Leibniz).
El término proviene del griego ousía, que se tradujo al latín como essentia o substantia y, por lo tanto, al español como esencia, entidad, sustancia o substancia. Aunque su significado ha experimentado ciertas variaciones a lo largo de su historia etimológica a lo largo de la Historia del pensamiento occidental, lo más parecido en nuestro lenguaje actual al concepto de sustancia o sustrato en filosofía en general sería el concepto común de «objeto», frente a las propiedades, cualidades o atributos de estos.

## Etimología
El vocablo sustancia proviene de la palabra latina substantia, sustantivo abstracto derivado del verbo substare, que significa «estar debajo». Originalmente se usó como traducción del griego ὑπόστασις (hypóstasis), con el significado de «ser concreto» o «realidad», en contraposición con «ser imaginario» o bien «nombre». Después pasó a emplearse como traducción del término οὐσία (ousía), usado por Aristóteles para referirse al sujeto de los predicamentos en su teoría de las categorías. También se ha traducido como «entidad». Los aristotélicos latinos diferenciaban entre sustancia (lo que permanece tras el cambio) y esencia (lo que constituye al ente).

## En filosofía antigua

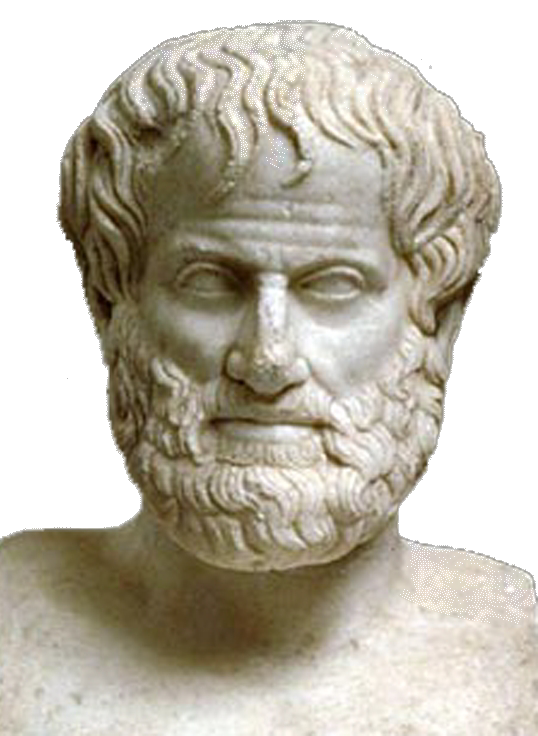
Aristóteles entendió a la sustancia como el sujeto de predicación.

Según la teoría de las formas de Platón, la sustancia sería la forma ideal de una cosa. Aristóteles criticó la teoría de Platón señalando que «separó la sustancia de aquello que es su sustancia», transformando así lo general (los conceptos) en una sustancia aparte y creando un mundo ideal. En el libro VII de la Metafísica, Aristóteles dice que la sustancia tiene por lo menos cuatro sentidos: o la esencia, o lo universal, o el género, o el sujeto. Aristóteles, en su tratado lógico Categorías (2a11-19), caracteriza la sustancia (ousía) de la siguiente manera: 

La substancia, en el sentido más propio, primario y profundo de la palabra es aquello que ni se predica de un sujeto, ni está presente en un sujeto, por ejemplo, un hombre o un caballo individual.

Esta sustancia que Aristóteles denomina sustancia primera, incluye un sujeto (hypokéimenon) básico (hypó) bien definido (horistón) que no se predique ni sea en otro. Por ejemplo: Platón solamente puede hacer de sujeto, fuera de los casos de predicación tautológicos por identidad como «Platón es Platón»". También en ese lugar define lo que llama sustancia segunda:

Substancia segunda es el nombre que se da a las especies en que se incluyen las cosas llamadas substancias primeras y también los géneros de esas especies.

Por otro lado, en la Metafísica, Aristóteles pone la sustancia como objeto de estudio de la ciencia del ser en cuanto ser o ente en cuanto ente (ὂν ἧ ὄν), por ser aquello a lo que se refieren en última instancia todos los sentidos del término ser o ente:

(...) el ser se dice en varios sentidos, pero refiriéndose siempre a una única naturaleza; pues se llaman seres, los unos, en cuanto sustancia, los otros en cuanto atributos de la sustancia, los otros en cuanto caminos hacia la sustancia, o corrupción o privación o cualidades, producciones o generaciones de la sustancia, o negación de alguna de estas cosas o de la sustancia (...) Por lo cual es claro que también los seres en cuanto seres, pertenecen a una sola ciencia. (Metaf., IV, I, 1003a33-b16).

También determina dos criterios para identificar la sustancia: esta debe ser a) el sujeto de toda predicación, y b) un objeto individual que existe por separado (de otros). Además, la sustancia en la metafísica aristotélica se divide en tres clases: la sensible y perecedera (cuatro elementos), la sensible y eterna (éter) y la inmóvil (dios).  Según Aristóteles, el sustrato del universo es una “materia prima” completamente indefinida y pasiva, la cual se reviste de una forma (hilemorfismo). La única sustancia perfecta y primaria (próton) es la que se compone en acto de materia y forma, y además está individuada. Por otro lado existe una sustancia en pura forma, el Motor inmóvil.
El pirronismo temprano rechazó la idea de que existan las sustancias. Los neoplatónicos sostienen que debajo de los fenómenos superficiales que se presentan a nuestros sentidos hay tres principios espirituales superiores o hipóstasis, cada uno más sublime que el anterior. Para Plotino estos son el alma, el intelecto o la mente divina (nous) y "el uno".

## En filosofía medieval
En el Medievo el término sustancia en Aristóteles se redefine al grado de llegar a una cosificación, con esto se pierde toda noción de la sustancia como un modo del ser.

## Filosofía moderna

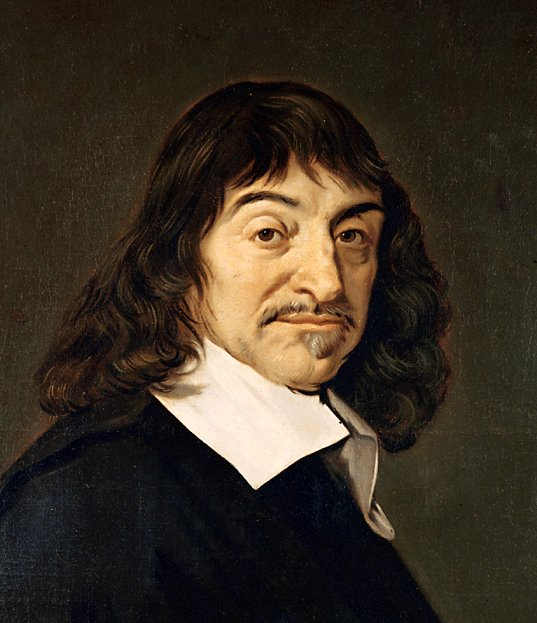
Descartes entendió a la sustancia como aquello que existe por sí mismo.

En su obra René Descartes define sustancia como aquello que «existe por sí mismo sin necesidad de otra cosa», es decir, es aquello autosubsistente.  Similarmente, Spinoza la describe como «aquello que es en sí y se concibe por sí: esto es, aquello cuyo concepto, para formarse, no precisa del concepto de otra cosa» y Leibniz como «realidad autónoma e independiente de cualquier otra». Descartes clasificó dos tipos de sustancia: la sustancias finitas, que son la sustancia pensante (res cogitans) y la sustancia extensa (res extensa); y una sustancia infinita, que es Dios. Sin embargo, si Dios existe por sí mismo y la mente y el cuerpo depende de este, Dios estrictamente sería la única sustancia como identifica el filósofo Spinoza, identificándolo con la naturaleza. Por otro lado Leibniz sostiene la existencia de infinitas sustancias simples, a las que llama mónadas, las cuales intervienen causas internas a ellas mismas, al contrario que Malebranche, según el cual Dios es la única causa de todo (ocasionalismo).

En el empirismo, John Locke concibió la sustancia como el sustrato de lo que llamó ideas simples, resultado de una inferencia realizada a partir de la existencia de las cualidades sensibles que necesitan un soporte en el que existir. Los empiristas Berkeley y Hume criticaron el concepto de sustancia al afirmar que es algo que no percibimos en sí mismo, siendo la sustancia reducida a un conjunto de sensaciones y percepciones.
[L]a metafísica nos enseña que la noción de sustancia es totalmente confusa imperfecta y que no estamos no tenemos otra idea de substancia sino la de agregado de cualidades particulares inherentes a un objeto desconocido. Por tanto, la materia y el espíritu son en el fondo igualmente desconocidos y no podemos determinar qué cualidades pueden ser propias de uno o de otra.
Siguiendo la lógica aristotélica, Kant define la sustancia como un concepto a priori resultado de la forma de un juicio categórico: consiste en afirmar o negar un predicado de un sujeto. En la Crítica de la razón pura, Kant reduce la sustancia a la categoría de la relación, dentro del esquema categorial de la inherencia, en contra de lo que suponía la metafísica tradicional.
Hegel concibe la sustancia como «la realidad mental que avanza hacia el conocimiento absoluto».

## En filosofía contemporánea
Heidegger, por su parte, en Ser y tiempo achaca este olvido del ser en virtud de la sustancia, lo que genera una idea del ser a partir de lo ente (de una cosa). Por eso, para Heidegger el error de la filosofía después de Aristóteles fue considerar a la sustancia como un ente, como una cosa. Para resolver este error hay que olvidar el término substancia para recuperar una noción clara del ser.
La pregunta "qué es ser", es buscar una respuesta a algo "que es". Un ejemplo contemporáneo en retórica sería mirar un color. Usando el blanco como ejemplo, cuando definimos un color, lo definimos por asociación. La nieve es blanca. El papel es blanco. Una vaca es blanca. ¿Pero qué es el blanco? Mientras decimos cosas que son blancas, no estamos definiendo qué es blanco sin calificación. Ousia es, por lo tanto, la respuesta a la pregunta de "qué es ser" cuando la pregunta no tiene calificación. La respuesta incondicional de lo que es blanco es la ousia del blanco.
Mucho más tarde, Martin Heidegger dijo que el significado original de la palabra ousia se perdió en su traducción al latín y, posteriormente, en su traducción a los idiomas modernos. Para él, ousia significa ser, no sustancia, es decir, no una cosa o un ser que "se paró" (posición) "debajo" (sub-). Además, también utilizó la parusía binomial: apousia , que denota presencia-ausencia , [ aclaración necesaria ] e hipóstasis que denota existencia .